# Graham Harman
Graham Harman (ur. 9 maja 1968 w Iowa City) – amerykański filozof i nauczyciel akademicki. Twórca filozofii zwróconej ku przedmiotom oraz reprezentant realizmu spekulatywnego.  

## Życiorys
Urodził się 9 maja 1968 w Iowa City w Stanach Zjednoczonych. Wychowywał się w Mount Vernon w stanie Iowa. W 1990 otrzymał tytuł licancjata na St. John's College w Annapolis. Studia magisterskie odbył na Uniwersytecie Stanu Pensylwania pod kierunkiem Alphonso Lingisa. Studia doktoranckie rozpoczął na DePaul University. W trakcie studiów doktoranckich pracował także jako dziennikarz sportowy. Po obronie dysertacji "Tool-being: Elements in a theory of objects" (1999) przygotowanej pod kierunkiem Williama McNeilla, został  w 2000  pracownikiem Wydziału Filozoficznego Amerykańskiego Uniwersytetu w Kairze, gdzie pracował do 2016, zdobył tam tytuł profesora uczelni. Często prowadzi wykłady jako profesor wizytujący m.in. na Uniwersytecie w Amsterdamie, Uniwersytecie w Innsbrucku, Uniwersytecie w Turynie czy Uniwersytecie Yale. Od 2013 jest wykładowcą European Graduate School. Koordynuje także program studiów Liberal Arts na Southern California Institute of Architecture.Pełni funkcję redaktora serii Speculative Realism wydawanej przez Edinburgh University Press. Redagował także z Bruno Latourem serię New Metaphysics w Open Humanities Press. Znalazł się m.in. w 2015 na liście 100 najbardziej wpływowych osób w sztuce magazynu ArtReview. Od co najmniej 2007 powadzi internetowy blog dotyczący filozofii zorientowanej ku przedmiotom.   

## Filozofia
Graham Harman swoją pracę filozoficzną rozpoczął od analizy koncepcji Martina Heideggera, w szczególności zawartości dzieła Bycie i czas. Harman sam wskazuje w swojej pracy doktorskiej, że analiza opisywanych przez Heideggera "narzędzi" (das Zeug) oraz "poręczności" (Zuhandenheit) ma stanowić rozwinięcie dla ontologii obiektów. Wczesne rozważania Harmana stanowią przestrzeń do traktowania przedmiotów jako obiektów istniejących autonomicznie, reinterpretując tym samym fenomenologię, która obiekty podporządkowuje użytkowaniu i relacjom z ludźmi. 

### Realizm spekulatywny
Obok Raya Brassiera, Iana Hamiltona Granta oraz Quentina Meillassoux uważany jest za współtwórcę niesformalizowanego ruchu filozoficznego, który nazwany został realizmem spekulatywnym. Określenie to zostało zaproponowane przez Raya Brassiera na potrzeby konferencji "Speculative Realism: A One-Day Workshop",  zorganizowanej w Goldsmiths College na Uniwersytecie Londyńskim 27 kwietnia 2007. Prelegenci przedstawiali różne spojrzenia dotyczące konkretnych rozwiązań w ramach podejmowanej tematyki, oscylującej wokół problematyki realizmu, pozycjonowanego w kontrze do nurtów transcendentalnych. Wspólny punkt różnorodnych wystąpień wygłoszonych przez filozofów stanowił sprzeciw wobec antropocentrycznych postaw w tradycji filozofii kontynentalnej oraz korelacjonizmu. Quentin Meillassoux mianem korelacjonizmu określa "Ideę zgodnie, z którą mamy dostęp jedynie do korelacji myśli i bytu, nigdy do któregoś z tych członów wziętych osobno". Meillassoux nazywał tak każdą tradycję myślową obecną w filozofii post-kantowskiej, która opowiada się za nieprzekraczalnym charakterem wskazanej korelacji. Meillassoux i Brassier opowiadali się za rozwiązaniem racjonalistycznym, sugerując dojście do rzeczywistości poza korelacjonizmem przez m.in. matematykę i dorobek nauk przyrodniczych natomiast Harman wraz z Grantem optowali za rozwiązaniami nieracjonalistycznymi. Rozwijana przez Harmana ontologia zwrócona ku przedmiotom stanowi próbę przezwyciężenia na płaszczyźnie metafizycznej właśnie m.in. antropocentryzmu i korelacjonizmu. Harman wskazuje sam, że realizm spekulatywny to pojęcie porządkujące ale przez wzgląd na rozbieżności jego potencjalnych przedstawicieli nie stanowi określenia wymiennego dla ontologii zwróconej ku przedmiotom, a raczej stanowi unię wybranych intuicji filozoficznych.  

### Filozofia zorientowana ku przedmiotom
Główną, autorską teorią, którą rozwija Graham Harman jest filozofia zwrócona ku przedmiotom “Object-Oriented Philosophy”. Pojęcie to zostało wypracowane w 1999 przez Harmana. Opierając się na tej koncepcji w 2009 Levi Bryant zaproponował możliwość kształtowania ontologii zwróconej ku przedmiotom "Object-Oriented Ontology" (OOO). Prócz Martina Heideggera i Edmunda Husserla wśród inspiracji do opracowania filozofii zorientowanej na przedmioty Harman wskazywał m.in. Kazimierza Twardowskiego, Williama Jamesa, Franza Brentano, Alfreda Whiteheada czy Bruno Latoura. Zarysowania koncepcja odróżnia się i dystansuje od płaskiej ontologii Bruno Latoura, do której Harman odnosił się szerzej. Filozofia ta w formie, na co wskazywał Alain Badiou odsuwa się od koncepcji teraźniejszości ze względu na przyjęcie metody spekulatywnej i ujęcie przedmiotów niezależnie od paradygmatu historycznego. Harman rozumie przedmioty jako autonomiczne byty wszelkiego rodzaju, niezależnie od tego jak opisywana byłaby ich substancja.  
Amerykański badacz podkreśla, że w dotychczasowej filozofii stosowano najczęściej trzy strategie w odniesieniu do przedmiotów:
1. podkopywanie (undermining) - sprowadzanie przedmiotu do tego, z czego się składa. W dziejach filozofii przejawiało się to w poszukiwaniach zasady pierwszej. Prowadzi do uznania, że przedmioty są zbyt konkretne by stanowić podstawową jednostkę, a za nimi muszą stać jakieś głębsze podstawy (Harman mówi o tym jako o ruchu podkopywania "od dołu")[21].
2. rozpraszanie (overmining) - sprowadzanie przedmiotu do funkcji jaką pełni w danym układzie. W dziejach filozofii przejawiało się to w poszukiwaniach ich właściwości i skutków oddziaływania (Harman mówi o tym jako o ruchu rozpraszania "od góry")[22].
3. połączenie podkopywania i rozpraszania (duomining) - przejawia się w materializmie, w którym wskazuje się na to, że przedmioty są zbudowane ze zbioru ostatecznych elementów, które jednocześnie stanowią wiązanie określonych cech[23].

Z potrzeby wyjścia poza te strategie, jedną z istotnych zasad filozofii rozwijanej przez Harmana jest założenie o nieredukowalności obiektów, tzn., że nie powinno się poszczególnych złożoności sprowadzać do jednego, często uprzywilejowanego punktu odniesienia, tak samo jak żadne pojedyncze przedstawienie czy interakcja nie może wyczerpywać przedmiotu. Przedmiot wchodząc w kontakt z innym przedmiotem nigdy nie dotyka wszystkich aspektów drugiego, przez co właśnie go nie wyczerpuje. Harman stara się przy tym rozwiązać problem pytania o to jak przedmioty, które charakteryzują się radykalną nierelacyjnością wchodzą jednak w relacje. W swoich koncepcjach Harman nie odrzuca dotychczasowej tradycji historyczno-filozoficznej i reinterpretując dorobek m.in. fenomenologii wskazuje na dwa rodzaje istnienia obiektów: zmysłowe i rzeczywiste. Przedmioty zmysłowe są dostępne poznaniu i wchodzą w interakcje, natomiast rzeczywiste są wycofane, istnieją w ukryciu, są nieprzetłumaczalne na język relacyjny i poznawać je można tylko pośrednio. Przedmioty oprócz dwoistości przedmiotowej, mają także dwa rodzaje własności (tak samo rzeczywiste oraz zmysłowe) i ich kombinacje z sferą przedmiotową tworzą różnorodne napięcia. Zatem istotnym czynnikiem wpływającym na sposób istnienia przedmiotów jest funkcjonowanie pomiędzy nimi przestrzeni wzajemnych relacji i napięć, które to dopiero wywołują szereg potencjalnych interakcji.
Harman krytycznie reinterpretuje fenomenologię Husserla oraz koncepcję przedmiotu poczwórnego, tzw. czwórni (das Geviert) Heideggera. Harman zarzucał niemieckiemu myślicielowi, że jego koncepcja czwórni jest statyczna, stąd zwrot ku przedmiotom zakłada uwzględnienie dynamizmu wszechświata. Harman zaproponował własną wizję czwórni (Quadruple Object), w której określa cztery wyróżniki: czas, przestrzeń, istota, eidos. Przedmiot poczwórny ma według Harmana cztery bieguny: przedmiot rzeczywisty, własności rzeczywiste, przedmioty zmysłowe i własności zmysłowe, które zsynchronizowane z wskazanymi wyróżnikami stanowią oparcie dla możliwości określenia poszczególnych napięć. Harman wskazuje na tej podstawie na dziesięć dwuelementowych możliwości napięć, które zachodzą pomiędzy obiektami.
Obiektowo zorientowany filozof podkreśla w swoich pracach, że konieczność poznania pośredniego nie jest tylko ujęciem czysto ludzkiego ograniczenia epistemologicznego, ale dotyczy każdego przedmiotu realnego, ze względu na jego wycofanie. Stąd też zauważa, że przedmioty realne potrzebują narzędzi pośrednich. By rozpoznać złożony charakter współistnienia przedmiotów Harman wprowadza termin przyczynowości zastępczej. Harman pokazuje, że rozpoznanie i wchodzenie w relacje wymaga realnej intencji oraz odbywa się wstępnie na płaszczyźnie przedmiot realny - przedmiot zmysłowy (realność drugiego przedmiotu jest ukryta). Każda relacja między przedmiotami ma charakter:
- zastępczy: zachodzi pomiędzy pośrednikami jakimi są wizerunki występujące we wnętrzu innego przedmiotu.
- asymetryczny: pierwotna konfrontacja zachodzi pomiędzy przedmiotem realnym a zmysłowym.
- zbuforowany: żaden z przedmiotów nie zlewa się z drugim lub otoczeniem zmysłowym ze względu na rozdzielenie generowane przez pośrednie zapory.

Cały ruch wchodzenia w relację wyłania się z powiązań zastępczych, które są okazjonalne. Powołują one do życia kolejne, nowe przedmioty, które mają własne wewnętrza, ponieważ każda relacja sama w sobie też jest przedmiotem. 
Rozważając problem "przepaści" poznawczej pomiędzy człowiekiem a przedmiotami, Harman sugeruje potrzebę uwzględnienia intuicji panpsychizmu, który w atmosferze filozofii postkantowskiej jawił się jako absurdalny. Ontologia zwrócona ku przedmiotom zbliża się jednak ku pojęciu polipsychizmu, ze względu na złożoność i ograniczenia postrzegania wśród samych przedmiotów. Koncepcje Harmana są przy tym posthumanistyczne, tzn. że nie zakładają funkcjonowania człowieka, jako wyróżnionego bytu, gdyż jego status ontologiczny nie różni się od statusu istnienia każdego innego przedmiotu. Perspektywa proponowana w ramach ontologii zwróconej ku przedmiotom inspiruje nowe przestrzenie odnoszenia się do przedmiotów za pośrednictwem np. metafor czy praktyk performatywnych.
Ontologia zwrócona ku przedmiotom rozwijana jest także m.in. przez Leviego Bryanta (ontykologia), Timothy'ego Mortona (teoria hiperobiektów, łączenie ontologii zwróconej ku przedmiotom z badaniami ekologicznymi) czy Iana Bogosta (fenomenologia obcych). Recepcja ontologii zwróconej ku przedmiotom zastosowanie znalazła szczególnie w sztuce i architekturze.   

## Najważniejsze publikacje

### W języku angielskim
- Tool-Being: Heidegger and the Metaphysics of Objects, Chicago: Open Court Publishing, 2002, ISBN 0-8126-9444-9.
- Guerrilla Metaphysics: Phenomenology and the Carpentry of Things, Chicago: Open Court Publishing, 2005, ISBN 0-8126-9456-2.
- Heidegger Explained: From Phenomenon to Thing, Chicago: Open Court Publishing, 2007, ISBN 0-8126-9456-2.
- Prince of Networks: Bruno Latour and Metaphysics, Melbourne: re.press, 2009, ISBN 0-9805440-6-8.
- Towards Speculative Realism: Essays and Lectures, Winchester: Zero Books, 2010, ISBN 1-84694-394-9.
- Quentin Meillassoux: Philosophy in the Making, Edinburgh: Edinburgh University Press, 2011, ISBN 0-7486-4079-7.
- Circus Philosophicus, Winchester: Zero Books, 2010, ISBN 1-84694-400-7.
- The Quadruple Object, Winchester: Zero Books, 2011, ISBN 1-84694-700-6.
- Weird Realism: Lovecraft and Philosophy, Winchester: Zero Books, 2012, ISBN 1-78099-252-1.
- Bells and Whistles: More Speculative Realism, Winchester: Zero Books, 2012, ISBN 1-78279-038-1.
- Bruno Latour: Reassembling the Political, Winchester: Zero Books, 2013 ISBN 0-7453-3400-8.
- Immaterialism: Objects and Social Theory, Cambridge: Polity, 2016, ISBN 1-5095-0097-9.
- Dante's Broken Hammer, London: Repeater Books, 2016, ISBN 1-910924-30-X.
- Object-Oriented Ontology: A New Theory of Everything, London: Pelican, 2018, ISBN 0-241-26915-6.
- Speculative Realism: An Introduction, Cambridge: Polity, 2018, ISBN 1-5095-1998-X.
- Art and Objects, Cambridge: Polity, 2020, ISBN 978-1-5095-1268-3.
- Skirmishes: With Friends, Enemies, and Neutrals, Brooklyn: punctum books, 2020, ISBN 1-953035-20-5.
- Architecture and Objects, Minneapolis: University of Minnesota Press, 2022, ISBN 1-5179-0853-1.
- Objects Untimely: Object-Oriented Philosophy and Archaeology, z: Christopherem Witmorem, Cambridge: Polity, 2023, ISBN 1-5095-5655-9.

### W języku polskim
- Traktat o przedmiotach, przeł. Marcin Rychter, Warszawa: Wydawnictwo Naukowe PWN, 2013, ISBN 978-83-011-7400-2.
- Książę sieci Bruno Latour i metafizyka, przeł. Grzegorz Czemiel, Marcin Rychter, Warszawa: Wydawnictwo Fundacja Augusta hr. Cieszkowskiego, 2016, ISBN 978-83-62609-18-5.